# Александър Божинов
 Тази статия е за художника от Свищов.  За художника от Копривщица вижте Александър Божинов (Копривщица).  
Александър Николов Божинов е български художник, публицист и писател, един от авторитетите в областта на карикатурата и илюстрацията.

## Биография
Роден е на 24 февруари 1878 г. в Свищов. Завършва живопис в София, а след това учи в Мюнхен, Германия. Известно време редактира хумористичния български вестник „Българан“. Публикува карикатури във „Вечерна поща“ и в „Камбана“. След 1929 г. е избран за дописен член на БАН, а след 1939 г. и за редовен член. Член е на Македонския научен институт.
Александър Божинов е смятан за основател на карикатурата като изкуство в България. Неговите карикатури се отличават с разнообразните си теми и остроумния текст. Едни от най-популярните му произведения в карикатурата са срещу личния режим на Фердинанд. Редовни герои в карикатурите на Александър Божинов са Пижо и Пендо, които по това време са се превърнали в постоянни герои на народното творчество.
След 9 септември 1944 г. в темата на неговите произведения настъпва съществена промяна. Основна тема за Александър Божинов става защитата на мира. Пресъздава и типични трудови герои. През своята кариера той рисува и множество живописни картини.
Александър Божинов пише стихове и фейлетони, а в края на кариерата си и художествена критика.
Умира на 30 септември 1968 г.

## Отличия и награди
Носител е на различни литературни и културни награди, сред които сребърен медал За наука и изкуство от Министерство на народната просвета за 25-годишната му творческа дейност (1924), ордените „Кирил и Методий“ І степен (1960), „Червено знаме на труда“ (1965) и „Народна република България“ (1968).